# Barnardia

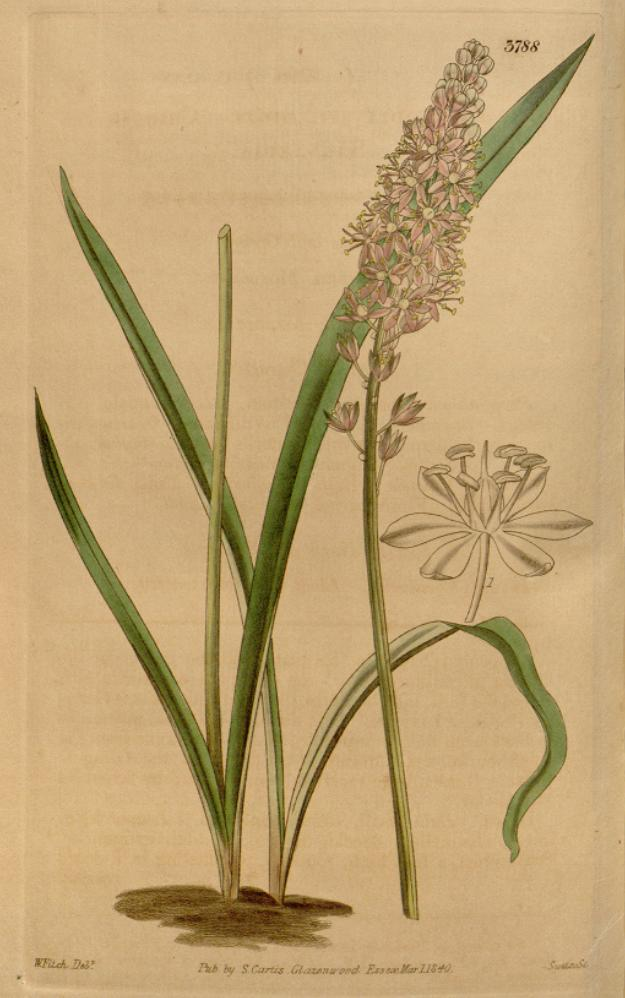
Illustration von Barnardia japonica aus Curtis's Botanical Magazine, Band 66, 14, Tafel 3788.

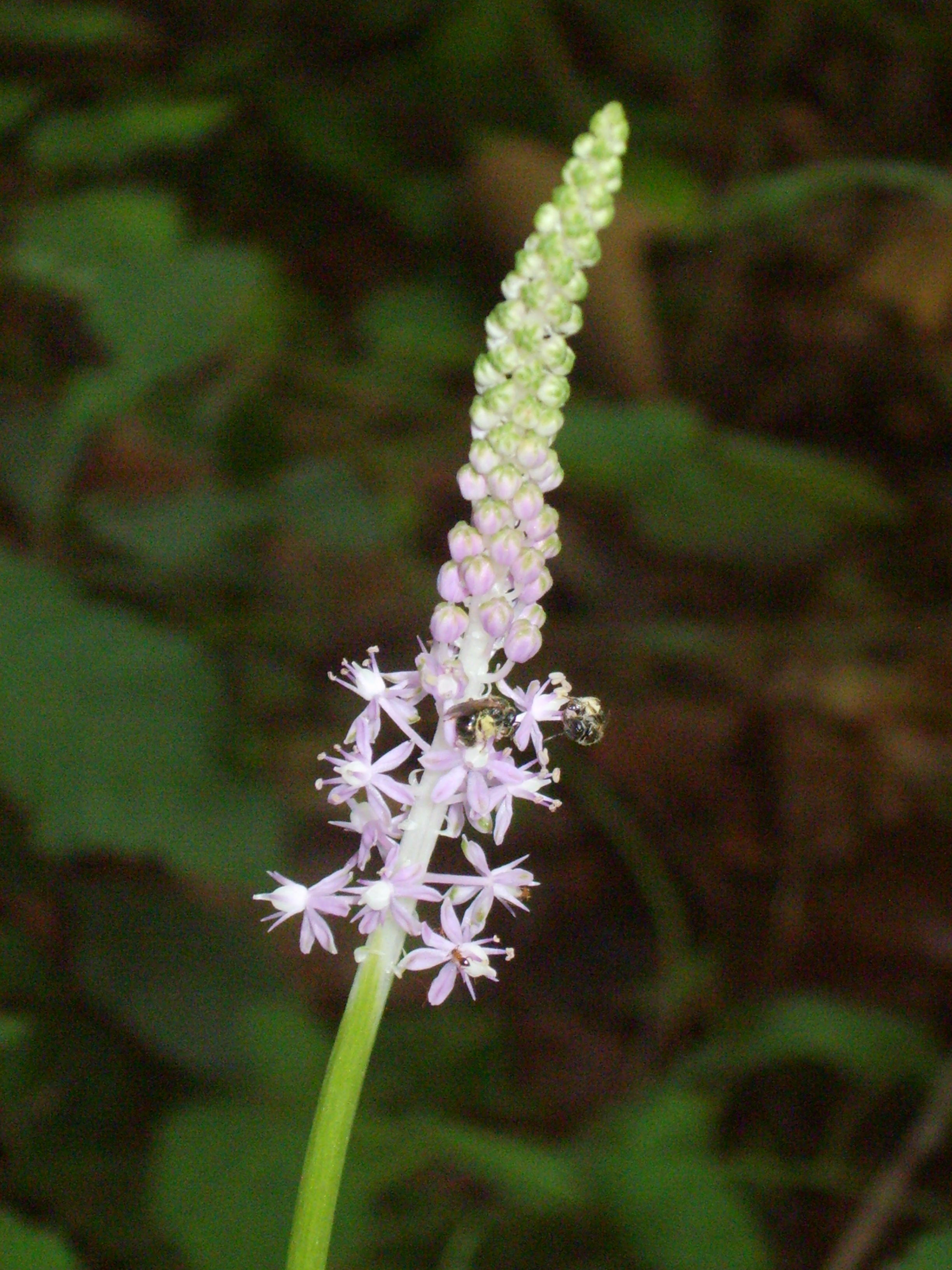
Blütenstand von Barnardia japonica

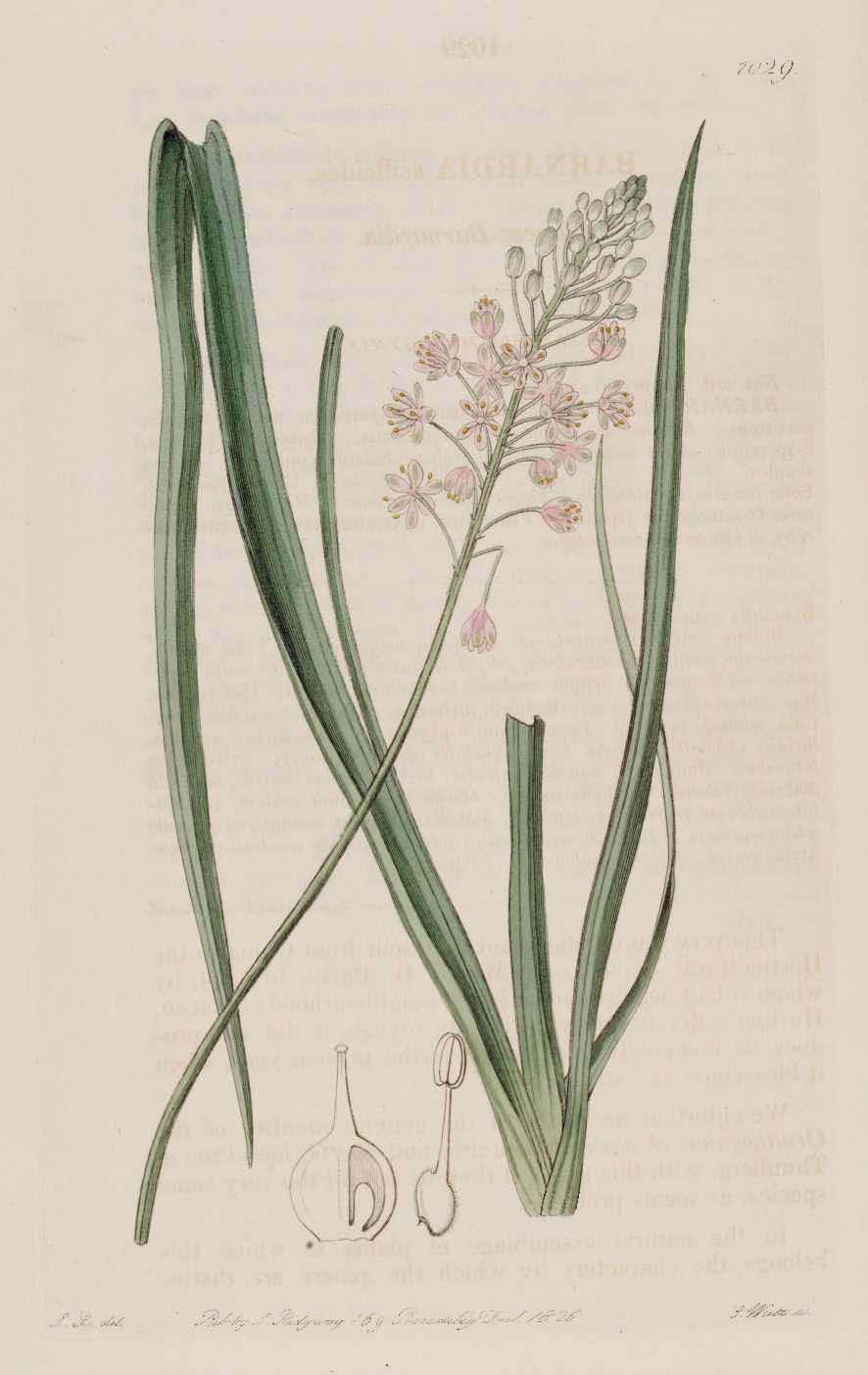
Illustration aus der Erstbeschreibung – John Lindley: Botanical Register ..., Band 12, Tafel 1029

Die Barnardia sind eine Pflanzengattung innerhalb der Familie Spargelgewächse (Asparagaceae). Von ihren beiden Arten kommt die eine auf den Balearen sowie in Nordafrika und die andere in Ostasien vor.

## Beschreibung

### Erscheinungsbild und Laubblätter
Barnardia-Arten wachsen als ausdauernde krautige Pflanzen. Diese Geophyten bilden Zwiebeln mit einer bei der Klasse der Bedecktsamer (Angiospermen) beobachtbaren Tunika (Ummantelung) als Überdauerungsorgane aus. Die Laubblätter stehen in einer grundständigen Blattrosette. Die einfachen Blattspreiten sind linealisch bis fast eiförmig und parallelnervig.

### Blütenstände und Blüten
Die Blütenstand präsentiert einen Schaft, der endständig, ohne Blätter sowie in Form einer Traube wächst und meist viele Blüten enthält. Die Blüten stehen in der Achsel kleiner, häutiger Deckblätter. Die Blütenstiele sind gegliedert.
Die Blüten sind zwittrig und dreizählig. Die Blütenhüllblätter sind sechs an der Zahl, gleichgeformt, frei oder an ihre Basis kurz verwachsen und aufsteigend bis ausgebreitet. Zwei Kreise mit je drei Staubblättern sind vorhanden. Die an der Basis oder nahe der Mitte der Blütenhüllblätter inserierten Staubfäden sind dünn oder in Richtung Basis etwas verbreitert. Die Staubbeutel sind dorsifix und zeigen nach innen. Die drei Fruchtblätter sind zu einem oberständigen Fruchtknoten verwachsen. Jedes Fruchtknotenfach enthält bei der Art Barnardia japonica nur ein bis zwei oder bei Barnardia numidica acht bis zehn Samenanlagen. Der fadenförmige Griffel als Teil des Stempels endet in einer kleinen Narbe.

### Früchte und Samen
Die Kapselfrucht ist pergamentartig, lokulizid sowie kugelig bis verkehrt-eiförmig. Die Samen sind schwarz und gelegentlich kantig.

## Taxonomie
Die Gattung Barnardia wurde durch John Lindley 1826 erstbeschrieben. Typusart ist Barnardia scilloides Lindl. Der Name ist für das Taxon ein alternativer Name (Synonym) von Barnardia japonica (Thunb.) Schult. & Schult.f.
Der Gattungsname ehrt den ehemaligen Vizesekretär der Horticultural Society of London, den englischen Zoologen und Botaniker Edward Barnard (1786 – 1861).. Als Synonym für Barnardia Lindl. wird Simira Raf. angeführt.

## Systematik und Phylogenie
Die Gattung Barnardia gehört zur Subtribus Hyacinthinae aus der Tribus Hyacintheae in der Unterfamilie der Scilloideae innerhalb der Familie Asparagaceae (Spargelgewächse). Es gibt nur zwei Barnardia-Arten, die früher in die Gattung Scilla und in die Familien Hyacinthaceae oder Liliaceae eingeordnet wurden.
- Barnardia japonica (Thunb.) Schult. & Schult. f. (Syn.: Barnardia scilloides Lindl., Barnardia alboviridis (Hand.-Mazz.) Speta, Barnardia bispatha (Hand.-Mazz.) Speta, Barnardia borealijaponica (M.Kikuchi) Speta, Barnardia pulchella (Kitag.) Speta, Barnardia sinensis (Lour.) Speta). Mit drei Varietäten:
  - Barnardia japonica var. japonica: Sie kommt von China bis in die gemäßigten Zonen Ostasiens vor.[6]
  - Barnardia japonica var. litoralis (Konta) M.N.Tamura (Syn.: Scilla scilloides var. litoralis Konta): Sie kommt auf der Izu-Halbinsel in Japan vor.[6]
  - Barnardia japonica var. major (Uyeki & Tokui) M.N.Tamura (Syn.: Scilla scilloides var. major Uyeki & Tokui): Sie kommt auf Honshu und Shikoku vor.[6]
- Barnardia numidica (Poir.) Speta (Syn.: Scilla numidica Poir.)

Nach Ali et al. (2012) sind die beiden Arten jedoch nicht näher verwandt. Daraus würden sich zwei monotypische Gattungen ergeben mit der Folge, dass für Barnardia numidica eine neue Gattung aufgestellt werden müsste.

## Verbreitung
Die zwei Barnardia-Arten, eine auf den Balearen sowie in Nordafrika und die andere in Ostasien vor: Barnardia japonica ist in der Volksrepublik China, Taiwan, Japan, Korea und im östlichen Russlands Fernen Osten (Region Primorje) weitverbreitet; Barnardia numidica kommt auf Formentera, in Algerien, Tunesien und Libyen vor.